# エドモントン・キャピタルズ
エドモントン・キャピタルズ（Edmonton Capitals）は、カナダアルバータ州エドモントンに本拠地を置き活動していた野球チーム。

## 歴史
2005年に、エドモントン・クラッカーキャッツ（Edmonton Cracker Cats）として創設。同年から、ノーザンリーグに加盟し活動を開始した。
2008年、ゴールデンベースボールリーグに移籍。
2009年、チームはDaryl Katzに売却され、チーム名も現在のエドモントン・キャピタルズに変更された。
2011年から、ノーザンリーグ、ゴールデンベースボールリーグ、ユナイテッドリーグ・ベースボールが合併して誕生したノース・アメリカン・リーグに加盟する。このシーズン限りで解散。

## 歴代の主な選手
- トッド・ベッツ (2007、元：ヤクルトスワローズ)
- マイク・ジョンソン (2007、2009 - 2010、元：大阪近鉄バファローズ)
- ヘクター・アルモンテ (2009、元：読売ジャイアンツ)
- ルー・ポート (2007、2009 -、元：阪神タイガース)
- クリフ・ブランボー (2010、元：オリックス・バファローズ)
- ラリー・ビグビー (2010、元：横浜ベイスターズ)
- スティーブ・ブラウン (2010 -2011、第3回WBC予選コロンビア代表)
- トッド・リンデン (2011、元：東北楽天ゴールデンイーグルス)